# Dan Rachlin
Dan Rachlin (født 6. februar 1964) er en dansk discjockey og tv- og radiovært. Han har arbejdet med musik siden han som 15-årig blev discjockey. Det startede på gymnasiet og udviklede sig senere til at inkludere diverse fester, og fra 1984 på radio og andre medier. Hans far Schneur er bror til journalist Samuel Rachlin.
Dan Rachlin har senest arbejdet for DR, hvor han har produceret en podcast om Shu-Bi-Dua-forsangeren, Michael Bundesen, kaldet Ærlig talt - Shu-bi-duas historie fortalt af Michael Bundesen, men også en podcast om sin spilleafhængighed. Han har også ad to omgange været vært på DR's DAB-kanal, DR P5, hvor han i dag er eftermiddagsvært i programmet Hit på Hit.

## Karriere
- 1978 – Dj til fest på Birkerød Statsskole
- 1982 – Samfunds-sproglig student
- 1984 – Studievært på The Voice i København
- 1985 – Studievært på den københavnske lokal tv-station, Kanal 2
- 1987 – Med til starten af musikbladet Mix
- 1989 – Debut som studievært på TV 2 i lørdags-programmet Fuldt hus i Østre Gasværk
- 1992 – En af studieværterne på Mandag Mandag
- 1993 – Studievært på Det Dans
- 1994 – Studievært på Atom Tv på TV3 sammen med Casper Christensen og Eva Kruse
- 1995 – Studievært på Musik-quiz på 3+
- 1996 – Studievært og redaktionsmedlem på ZTV.
- 1996 – 1999 – Vært og diverse opgaver på The Voice
- 1999 – Underholdningsredaktør på Jubii
- 2001 – Studievært på Voice' "søster"station POP FM
- 2003 – 2005 Vært på Musikquizzen på P3
- 2005 – Morgenvært på Sky Radio
- 2006 – Uden fast job.
- 2008 – Studievært på den danske udgave af musikkanalen VH1.
- 2008 – Weekend-studievært på Nova FM.
- 2010 – Vært på Pokermagasinet DK4.et ser DJard, s Hediger
- 2016 - vært på DR's DAB-kanal P6 Beats Danske Hitmagere

Desuden har han optrådt som konferencier og vært på DM i Karaoke i perioden 1992–2000 samt journalist hos Ekstra Bladet og Berlingske Tidende. Pr. 2007 optræder han som discjockey ved private arrangementer gennem booking selskabet Firser DJ sammen med kollegaer såsom Philip Lundsgaard, Lille Lars, Joakim Hediger og Jørgen de Mylius. 
I januar 2007 modtog han sin første guldplade for over 100.000 solgte eksemplarer af albummet "Jukebox" i Japan efter 50.000 solgte albums i marts 2006. Singlen "Jukebox" blev gjort populær i forbindelse med en omfattende TV-kampagne for iTunes/Motorola mobiltelefonen i 2006.
Derudover er han freelanceskribent på Ekstra Bladet og eb.dk.